# Kirsten Cooke
Kirsten Cooke (Sussex, 4 oktober 1952) is een Brits actrice. Ze is voornamelijk bekend geworden als Michelle Dubois, de gedreven aanvoerder van de Résistance, het Franse verzet, in de BBC-sitcom 'Allo 'Allo!. Cooke werd geboren in Sussex en is opgeleid aan de Webber Douglas Academy. Tegenwoordig woont ze met haar vier kinderen en echtgenoot in West Londen.
Tussen 1982 en 1992 speelde Cooke 81 afleveringen als Michelle in 'Allo 'Allo. Daarnaast speelde ze in de volgende series:
- A Dave Allen Christmas Special
- Woolcott
- Rings on their Fingers
- Dawson Watch
- The Upper Hand